# Tsagaandordschiin Gündegmaa
Tsagaandordschiin Gündegmaa (mongolisch Цагаандоржийн Гүндэгмаа, englisch Tsagaandorjiin Gündegmaa, ᠴᠠᠭᠠᠨᠳᠣᠷᠵᠢᠶᠢᠨ ᠭᠦᠨᠳᠡᠭᠮᠠᠭ; * 6. Februar 1946 in Öwörchangai-Aimag) ist eine ehemalige mongolische Kunstturnerin.
Sie nahm an den Olympischen Sommerspielen 1964 in Tokio und den Olympischen Sommerspielen 1968 in Mexiko-Stadt teil. 1964 kam sie im Einzelmehrkampf auf Platz 63 und 1968 auf Platz 59. An den Einzelgeräten verpasste sie die jeweilige Finalqualifikationen deutlich.